# Akaflieg München Mü 30
Die Akaflieg München Mü 30 „Schlacro“ (Schlepp- und Acroflugzeug) der studentischen Fliegergruppe Akaflieg München ist ein zweisitziges Kunstflugzeug (Acro), das für den Flugzeugschlepp genutzt werden kann.

## Geschichte

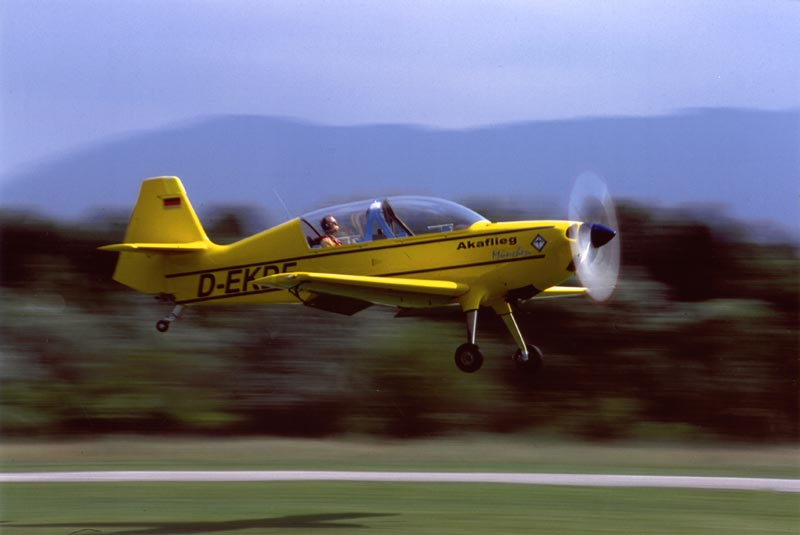
Akaflieg Mü 30 „Schlacro“

Die Entwicklung startete 1985. Die Produktion des geplanten Porsche-PFM-3200-Motors wurde allerdings 1990 eingestellt, so dass nach Fertigstellung erster Rumpfteile auf den Sechszylinder-Boxermotor Lycoming AEIO-540-L1B5D mit 223 kW gewechselt wurde. Dafür nötige konstruktive Änderungen wie die Versetzung der Tragflächen um 150 mm nach vorn zum Erreichen des gewünschten Schwerpunkts verzögerten die Fertigstellung. Der Erstflug fand im Jahr 2000 statt. Die Flugerprobung wurde insbesondere wegen Problemen der Motorkühlung unterbrochen und nach Umbauten schließlich 2007 fortgesetzt. Im November 2011 folgte die endgültige Verkehrszulassung durch das Luftfahrt-Bundesamt.

## Konstruktion
Die Mü 30 ist ein zweisitziger Tiefdecker, der vom hinteren Sitz gesteuert wird. Der Rumpf besteht aus geschweißten Stahlrohren, die mit Faserverbundteilen verkleidet sind. Die Tragflächen mit einer Spannweite von 8,96 Metern sind in aus kohlenstofffaserverstärktem Kunststoff (CFK) gefertigt. Die Struktur ist für ein Lastvielfaches von +/− 9g ausgelegt und weist eine Leermasse von 759 kg auf.

## Nutzung
Die Mü 30 „Schlacro“ mit dem Kennzeichen D-EKDF wird von der Akaflieg München am Segelfluggelände Königsdorf als Schleppflugzeug für Segelflugzeuge verwendet. Das Flugzeug nimmt an Kunstflugwettbewerben, sowie an nationalen und internationalen Messen teil, wie beispielsweise seit 2008 regelmäßig an der Internationalen Luft- und Raumfahrtausstellung Berlin (ILA).

## Technische Daten
| Kenngröße               | Daten                                                   |
| ----------------------- | ------------------------------------------------------- |
| Besatzung               | 1                                                       |
| Passagiere              | 1                                                       |
| Länge                   | 7,40 m                                                  |
| Spannweite              | 8,96 m                                                  |
| Höhe                    | 2,90 m                                                  |
| Flügelfläche            | 11,96 m²                                                |
| Flügelstreckung         | 6,5                                                     |
| beste Gleitzahl         | 7 bei 75 kt (139 km/h)                                  |
| max. Steigleistung      | 2600 ft/min (13,2 m/s)                                  |
| Nutzlast                | 291 kg                                                  |
| Leermasse               | 740 kg                                                  |
| Höchstabflugmasse       | 1050 kg                                                 |
| zulässige Lastvielfache | +/−9g                                                   |
| Startrollstrecke        | 124 m                                                   |
| Überziehgeschwindigkeit | 48 kt (89 km/h)                                         |
| Reisegeschwindigkeit    | 145 kt (269 km/h) bei 75 % Leistung                     |
| Höchstgeschwindigkeit   | 212 kt (393 km/h)                                       |
| Dienstgipfelhöhe        | 10.000 ft (3048 m)                                      |
| max. Treibstoffmenge    | 189 l in drei Tanks                                     |
| max. Reichweite         | 389 NM (720 km)                                         |
| Triebwerke              | 1 Lycoming AEIO-540-L1B5D, 223 kW (300 PS)              |
| Kraftstoff              | AvGas 100LL                                             |
| Hubraum                 | 540 cuin (8875 cm³)                                     |
| Propeller               | MT-Propeller MTV-14, Constant Speed, Durchmesser 1,90 m |